# 宽叶乌柳
宽叶乌柳（学名：Salix cheilophila var. acuminata）为杨柳科柳属下的一个变种。

## 扩展阅读
- 維基物種上的相關：宽叶乌柳